# Proteste in Chabarowsk 2020
| QS Ereignisse | Dieser Artikel wurde aufgrund von inhaltlichen Verbesserungsmöglichkeiten auf der Qualitätssicherungsseite des WikiProjekts Ereignisse eingetragen. Dies geschieht, um die Qualität der Artikel aus diesem Themengebiet auf ein höheres Niveau zu bringen. Bitte hilf mit, die inhaltlichen Lücken oder Probleme dieses Artikels zu beseitigen, und beteilige dich an der Diskussion! |  |

Die Proteste in der russischen Region Chabarowsk begannen am 11. Juli 2020 in Chabarowsk, Komsomolsk am Amur, Nikolajewsk am Amur und anderen Städten der Region, ebenfalls in Nowosibirsk, Wladiwostok und Omsk, gegen die Festnahme des Gouverneurs Sergei Furgal.

## Zusammenhang
Die Bewohner des fernöstlichen Russlands sehen sich bereits seit vielen Jahren von dem westlichen Teil Russlands abgehängt. So ermöglicht die geographische Lage es den Bewohnern kaum, Reisen in den europäischen Teil Russlands anzutreten, dazu kommen wirtschaftliche Verordnungen aus Moskau, die den Bürgern missfallen.
Im Jahr 2018 gewann Sergei Furgal (LDPR) die Wahl des Gouverneurs des Gebiets Chabarowsk und schlug den Kandidaten der Partei „Einiges Russland“. Der Politiker gewann wegen der Kürzung von Diäten, unter anderem seiner eigener, und wegen der Verkleinerung einiger regionaler Behörden schnell große Beliebtheit unter den Bürgern. Dazu war er für eine Sparpolitik zuungunsten von Politikern bekannt.
2019 endeten die Wahlen zur gesetzgebenden Versammlung des Gebiets Chabarowsk mit der Niederlage der regierungsnahen Partei.
Am 9. Juli 2020 wurde der Gouverneur der Region, Sergei Furgal, von OMON-Truppen festgenommen und am selben Tag nach Moskau gebracht. Später, wie bekannt wurde, ist die Inhaftierung mit einem Strafverfahren vor 15 Jahren im Rahmen der Artikel über die Organisation von Morden verbunden. Bezüglich Furgal wird auch mögliche Beteiligung an anderen Verbrechen überprüft.
Am 10. Juli 2020 ordnete das Moskauer Basmanny-Gericht die Festnahme des Verdächtigen bei den Morden Furgals für zwei Monate an. Der Prozess war nicht öffentlich.
Später wurde bekannt, dass die Verteidigung gegen die Entscheidung zur Festnahme eine Berufung einlegen will.
Die Bewohner der Stadt protestierten gegen die Partei Putins und für das Freilassen Furgals. Dabei fanden allerlei Oppositionelle und deren Befürworter aus unterschiedlichen politischen Richtungen zusammen. Furgal wurde dabei besonders für seine aktive Sozialpolitik und das Kürzen von Diäten gelobt. Ebenso fordern die Protestierenden, dass ein offener Gerichtsprozess für Furgal in Chabarowsk stattfinden soll, um eine größere Transparenz für das Volk zu gewährleisten.
Als Reaktion auf die Proteste ernannte Staatspräsident Putin am 20. Juli 2020 den Abgeordneten Michail Degtjarew zum Gouverneur.

## Chronologie

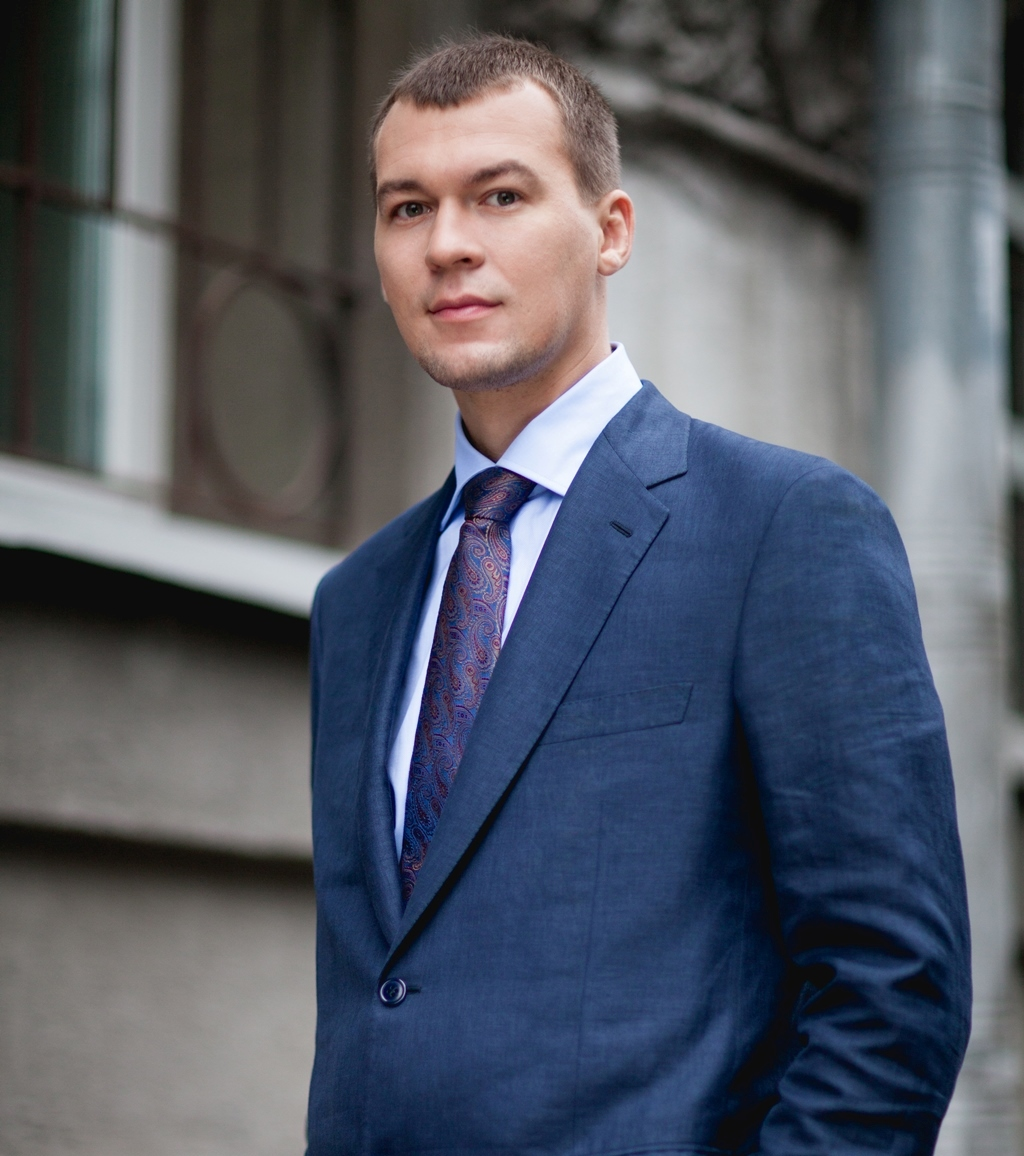
Der neu eingesetzte Gouverneur Degtjarew

Die ersten Proteste fanden am 10. Juli 2020 statt, einen Tag nach der Verhaftung Furgals. Nach Schätzungen des Innenministeriums nahmen am 11. Juli 2020 in Chabarowsk 10 bis 12 000 Menschen an den Protesten teil. Die Zeitung Kommersant erwähnte „nach verschiedenen Quellen“ 30–35 000 Teilnehmer.
Am 12. Juli 2020 nahmen in Chabarowsk 2000 und in Komsomolsk am Amur zwischen 300 und 500 Personen an unkoordinierten Aktionen zur Unterstützung von Gouverneur Sergei Furgal teil. Am Abend des 12. Juli 2020 fand im Zentrum von Chabarowsk der dritte nicht autorisierte Protest zur Unterstützung von Furgal statt, an dem bis zu 3000 Menschen teilnahmen.
Die Proteste finden gemeinsam mit der Internetkampagne „Ich/Wir Sergei Furgal“ statt.
Am 12. Juli traf der stellvertretende Ministerpräsident der Russischen Föderation – Bevollmächtigter des Präsidenten im Fernöstlichen Kreis Juri Trutnew – in Chabarowsk ein, der die Arbeitsorganisation der Führung der Region kritisierte und über die Proteste sagte, dass „die Menschen Recht haben ihre Meinung zu äußern“.
Ab dem 19. Juli 2020 fanden genehmigte Kundgebungen mit dem Ziel der Befreiung Furgals statt.
Mit dem Einsetzen des stark umstrittenen und ortsfremden LDPR-Politikers Michail Degtjarew am 20. Juli 2020 als Gouverneur verschärfte sich die Lage in Chabarowsk. Die Aussagen des Gouverneurs wurden kritisiert und die Proteste richteten sich auch direkt gegen ihn. Degtjarew behauptete hingegen, die Demonstrationen seien sinngemäß ein „falscher Weg“ der Kommunikation und von Ausländern angestiftet. Daher vermied er, mit den Protestierenden in Kontakt zu kommen.
Der besonders aktive Protestteilnehmer Stanislaw Smolenski, der das Furgalomobil fuhr, einen umgebauten Bus mit Furgal-befürwortenden Bildern und Sprüchen, wurde am 28. Juli 2020 zu einer achttägigen Haftstrafe verurteilt. Ein anderer Protestteilnehmer aus Chabarowsk, der auf YouTube zu aktiven Protest aufgerufen hatte, wurde ebenso verurteilt.
Seit Ende Juli 2020 demonstrieren auch Unterstützer der Proteste im westlichen Teil Russlands. Da die Polizei in Moskau, Nischni Nowgorod und Sankt Petersburg wesentlich strenger gegen jegliche Proteste vorgeht, füttern die Teilnehmer Tauben als ein symbolisches Zeichen der Solidarität mit den Chabarowskern. Trotzdem kam es teilweise zu Verhaftungen der friedlichen Protestteilnehmer.
Am 1. August 2020 gingen nach Behördenangaben erneut 3500 Menschen auf die Straße, um für den inhaftierten Ex-Gouverneur zu protestieren, obwohl Demonstrationen aufgrund der COVID-19-Pandemie in Russland nicht erlaubt waren.
Ende August begannen die Teilnehmerzahlen der Proteste drastisch abzunehmen. So waren am 22. August 2020 nur 1500 Demonstranten vor Ort, während es am 12. Juli 2020 noch 12 000 gewesen waren. Als Grund wurde vor allem die gesteigerte Aufmerksamkeit an den Protesten in Belarus genannt. Demonstranten beider Proteste sozialisieren sich zunehmend miteinander, da ihre regionalunabhängigen Ideen und Ziele ähnlich sind.
Am 10. Oktober 2020 kam es zu einer Eskalation, als die Polizei gewaltsam ein improvisiertes Zeltlager der Demonstrierenden im Zentrum von Chabarowsk auflöste und dabei etwa 25 Demonstranten festnahm.